# Piłka (skała)
Piłka – skała w miejscowości Dubie w województwie małopolskim, w powiecie krakowskim, w gminie Krzeszowice. Wznosi się u wylotu Doliny Racławki i Doliny Szklarki w grupie Skał nad Boiskiem. Pod względem geograficznym jest to obszar Wyżyny Olkuskiej.
Skały nad Boiskiem to przygotowany w 2016 roku staraniem fundacji Wspinka nowy rejon wspinaczkowy. Wznoszą się na otwartym terenie, nad boiskiem sportowym i mają wystawę południowo-zachodnią. Obok, oprócz boiska sportowego znajduje się plac zabaw dla dzieci, niewielki parking oraz tablice ze skałoplanami. Do skał w górnej części urwiska wykonano schodki. Piłka znajduje się w środkowej części Skał nad Boiskiem. Po jej lewej stronie (patrząc z boiska) są skały Murawa i Jupiter, a po prawej kolejno: Trybuna, Bramka i Słupek. Jak dotąd nie wszystkie jeszcze skały zostały przygotowane do wspinaczki. Na Piłce brak asekuracji, nie ma też jej skałoplanu.

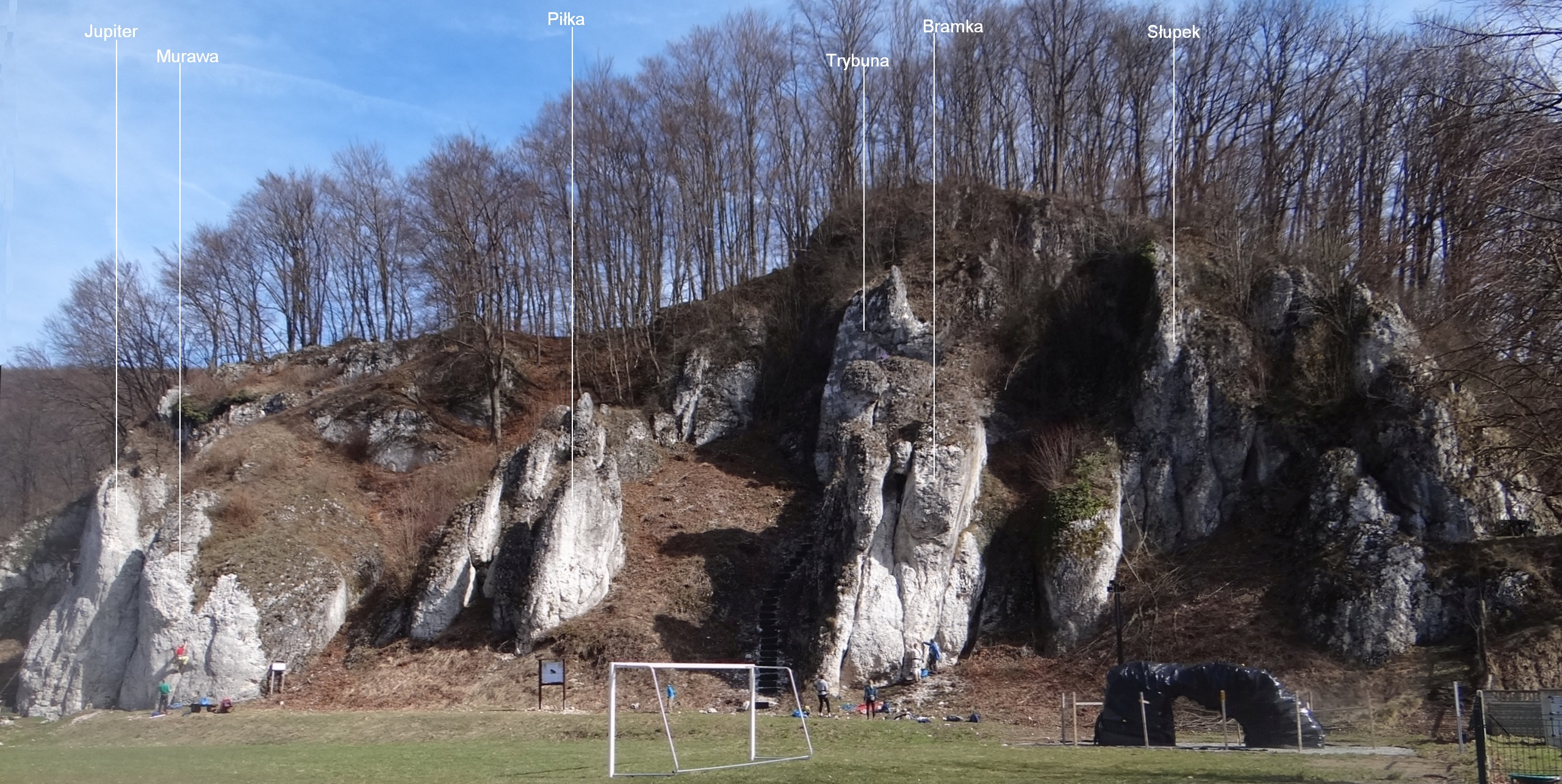
Skały nad Boiskiem
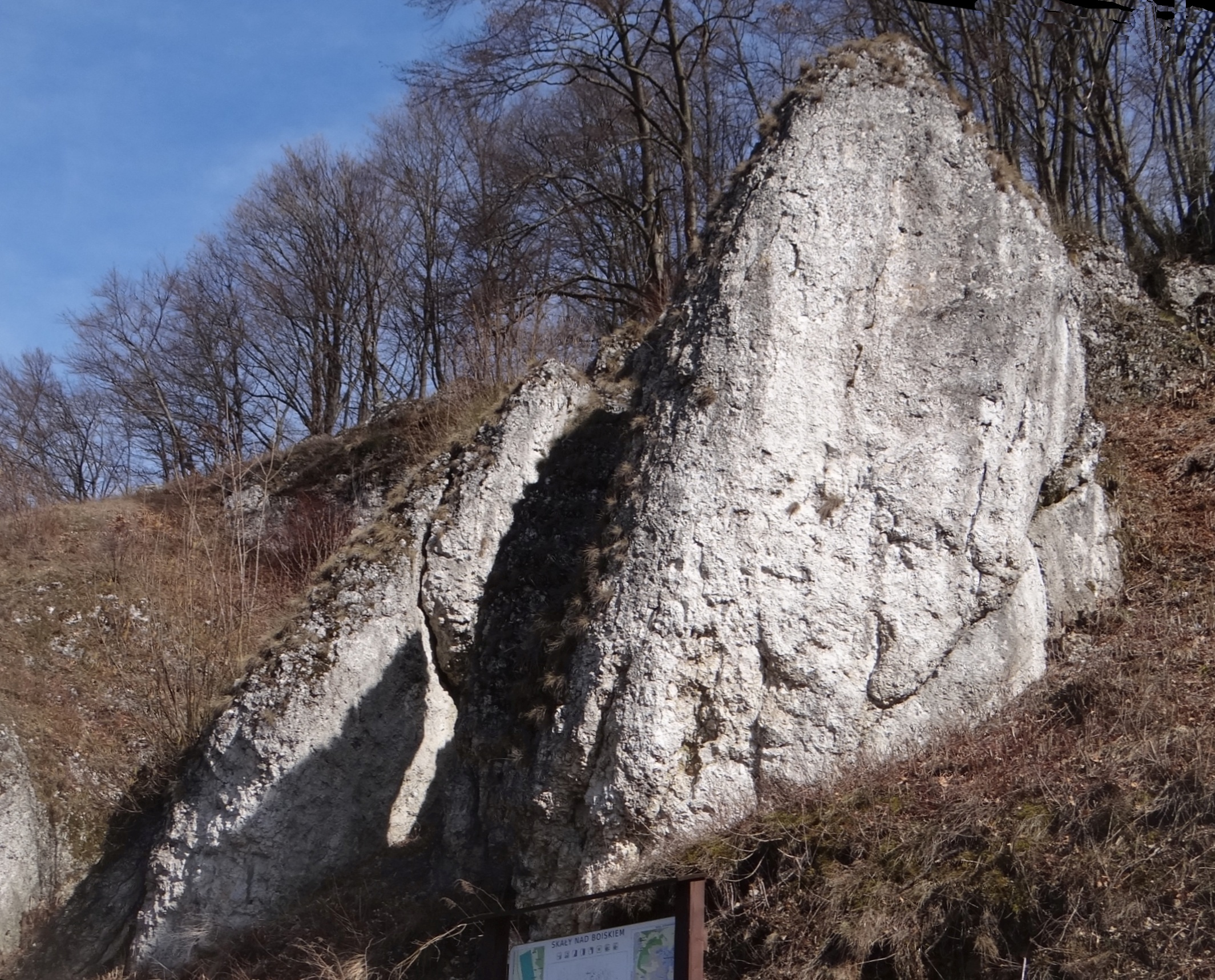
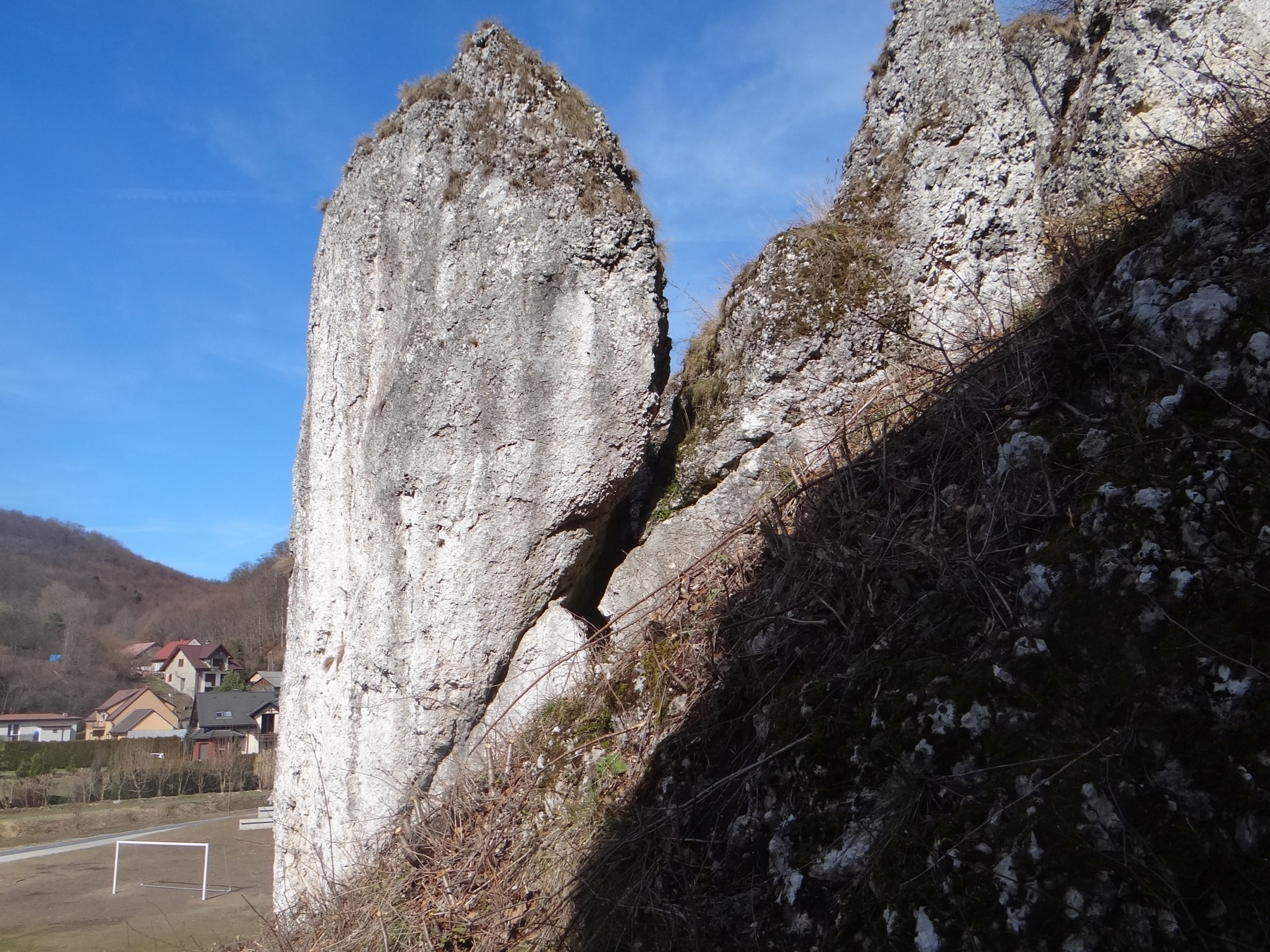
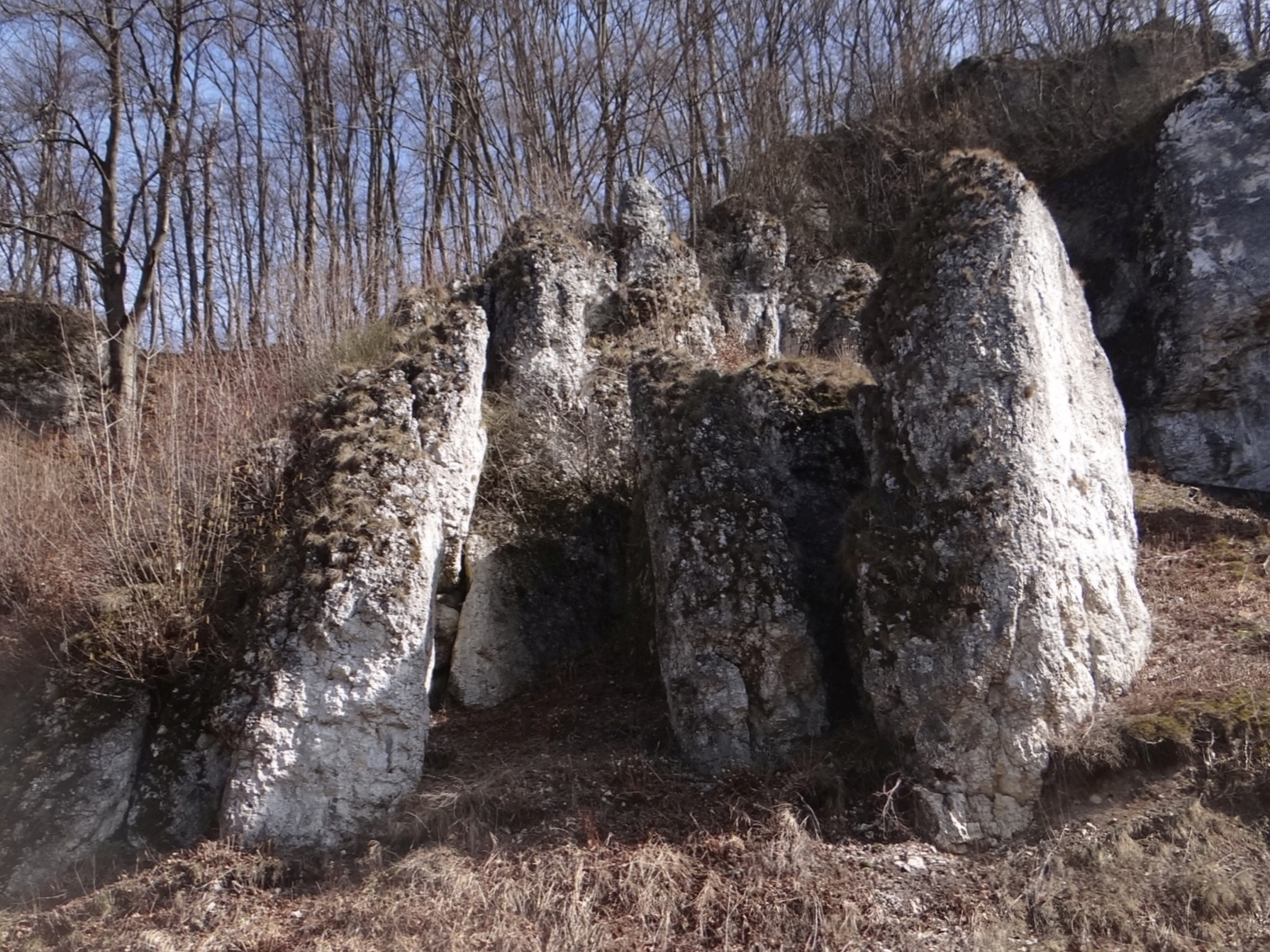